# Inara
Inara (vagy Inarasz, LÚSANGA DInar) a hettita mitológiában Tarhuntasz viharisten, a hurri mitológiában a Tarhuntasszal azonosított Tessub leánya. Nem tévesztendő össze Kuruntasz istennel, akinek hettita neve szintén Inara. A hasonlóság feltehetőleg nem véletlen, hiszen Kuruntasz a Szarvasisten, Inara pedig a vad természet és a vadállatok védnöke. A görög mitológia Artemiszének előképe minden szempontból. A CTH#163 (vagy KUB 40.42, KBo 20.33) Inara templomát É DInar néven nevezi.
Inara az Illujankasz-mítosz egyik fő szereplője a CTH#321 változata szerint. A táblán már nem Tarhuntasz, hanem Tessub néven szerepel a viharisten, aki elveszíti a küzdelmet Illujankasz ellen. Ekkor Inara istennő segítségét kéri. Inara ételt és italt visz Illujankasznak (vagy kérésére Hupaszijasz viszi neki). A részeg sárkányt megkötözik, ekkor Tessub megöli.
Hupaszijasz máskor is feltűnik Inara legendáriumában, így az istennő sziklaormon épült házát is neki adta. Ennek fejében azt kérte, hogy az ablakon ne nézzen ki. Ő mégis kinézett, és meglátta családját, amint éppen könyörögnek az istennőnek, hogy Hupaszijaszt engedje haza. A történet vége nem ismert.
Inarának egy következő mítosza Perszephoné és Démétér  legendájához hasonló. Ebben az Anyaistennő, Hannahannah egy méh képében segít Tarhuntasznak leányát megkeresni.

## Külső hivatkozások
Hittite/hurrian mithology